# Alpenverein Wels
Der Alpenverein Wels ist eine Sektion des Österreichischen Alpenvereins. Er wurde im Jahr 1882 gegründet und ist aktuell einer der größeren Sportvereine in Österreich.

## Hütten
- Almtaler Haus Totes Gebirge, Oberösterreich
- Pühringerhütte Totes Gebirge, Steiermark
- Welser Hütte Totes Gebirge, Oberösterreich

### Ehemalige Hütte
- Sepp-Huber-Hütte[2]

## Welser Höhenweg
Im Jahr 2019 wurden Anteile des bereits vorhandenen Wegenetzes am Plateau des Toten Gebirges zum Welser Höhenweg zusammengefügt. Dies geschah durch Mitglieder des amtierenden Vorstands der Sektion Wels, Markus Hepp (Vizeobmann) mit Unterstützung durch den Obmann Herbert Petersdorfer. In fünf Tagesetappen zieht sich der alpine Pfad von Hinterstoder nach Bad Ischl. Dabei wird eine Distanz von 53,9 km mit 3200 Höhenmetern zurückgelegt. Die Übernachtungen erfolgen auf dem Prielschutzhaus, der Pühringerhütte, dem Albert-Appel-Haus sowie der Ischler Hütte. Eine alternative Begehungsvariante ist der Start im Almtal beim Hotel Jagersimmerl und die erste Übernachtung auf der Welser Hütte, von der aus man am zweiten Tag am Fleischbanksattel auf den Hauptweg trifft. Einen Teil des Wegverlaufes bildet der Ausseer Weg, der die Nord-Süd-Überschreitung des Toten Gebirges ermöglicht.